# سفارة أذربيجان في كندا
سفارة أذربيجان في كندا هي أرفع تمثيل دبلوماسي لدولة أذربيجان لدى كندا. تقع السفارة في أوتاوا وهي تهدف لتعزيز المصالح الأذربيجانية في كندا.

## وصلات خارجية
- قائمة سفارات أذربيجان
- قائمة السفارات في كندا